# Vagner Gonçalves (Cầu thủ bóng đá người Cabo Verde)
Vagner José Dias Gonçalves (sinh ngày 10 tháng 1 năm 1996),  hay đơn giản là Vagner, là một cầu thủ bóng đá chuyên nghiệp người Cabo Verde đang chơi ở vị trí tiền đạo cho câu lạc bộ Amazonas.

## Sự nghiệp thi đấu
Vào ngày 13 tháng 1 năm 2015, Vagner ra mắt Gil Vicente trong trận đấu gặp Estoril Praia trong khuôn khổ Taça da Liga 2014-15.
Vào tháng 7 năm 2020, Vagner gia nhập Metz từ Saint-Étienne bằng bản hợp đồng 4 năm.
Vào ngày 29 tháng 8 năm 2021, anh ta gia nhập FC Sion theo dạng cho mượn.

## Sự nghiệp quốc tế
Vagner ra mắt Đội tuyển bóng đá quốc gia Cabo Verde trong trận thắng 3–2 trước Algeria vào ngày 1 tháng 6 năm 2019.
Anh ta nằm trong danh sách dự Cúp bóng đá châu Phi 2021, giải năm đó, đội vào đến vòng 16 đội.

## Bàn thắng quốc tế
Tỷ số và kết quả liệt kê bàn thắng đầu tiên của Cabo Verde, cột điểm cho biết điểm số sau mỗi bàn thắng của Vagner.
| Thứ tự | Thời gian            | Địa điểm                           | Đối thủ | Ghi bàn | Kết quả | Giải đấu |
| ------ | -------------------- | ---------------------------------- | ------- | ------- | ------- | -------- |
| 1      | 10 tháng 10 năm 2019 | Stade Parsemain, Fos-sur-Mer, Pháp | Togo    | 2–1     | 2–1     | Giao hữu |